# Mein Name ist Bach
Mein Name ist Bach ist ein Spielfilm aus dem Jahr 2003. Die Uraufführung fand im Rahmen des vom 6. August bis zum 16. August 2003 veranstalteten 56. Festival internazionale del film Locarno statt.
Im Zentrum der Handlung der deutsch-französisch-schweizerischen Ko-Produktion steht das Treffen zwischen dem Barock-Komponisten Johann Sebastian Bach und dem Preußenkönig Friedrich II. im Jahr 1747. Bei diesem Treffen inspirierte Friedrich II. mit einem eigenen Thema Bach zur Komposition des Musikalischen Opfers.

## Handlung
Aus Anlass der Geburt seines Enkelkindes Adam besucht Johann Sebastian Bach, dessen Sehkraft im Schwinden begriffen ist, seinen Sohn Carl Philipp Emanuel Bach, der am Hof des preußischen Königs Friedrich II. angestellt ist.
Der Krieg führende König will den Komponisten auf die Probe stellen und gibt ihm ein Thema zur Improvisation, das er von seinem Flötenlehrer Johann Joachim Quantz, der auch Friedrichs Schwester Amalie unterrichtet, hat verfeinern lassen. Der von der Reise erschöpfte Bach bittet jedoch, dass man ihm Zeit gewähren möge. Am Hofe trifft er seinen alten Freund Quantz wieder. Sogleich kehrt Bach nach Leipzig zurück, wo er sich wohler fühlt, ist jedoch weiterhin von dem vom König gestellten Thema fasziniert.
Während Amalie Gefallen an der Neuartigkeit der Musik von Bachs Sohn Wilhelm Friedemann Bach findet, wird König Friedrich an die Demütigungen durch seinen Vater Friedrich Wilhelm I. erinnert (beispielsweise hat Friedrichs Vater nach einem Fluchtversuch seines heranwachsenden Sohnes und dessen Jugendfreundes, des Leutnants Hans Hermann von Katte, diesen hinrichten lassen). Der unangepasste Wilhelm Friedemann wiederum, den Bach für den talentiertesten seiner Söhne hält, lebt in Konflikt mit der vorsichtigen Bodenständigkeit seines Bruders, der seinerseits unter der Bevorzugung Wilhelm Friedemanns durch den Vater leidet.
Bach veranstaltet ein Konzert zu Ehren des Königs und führt diesen dabei vor, als beide im Duett eine aus dem Thema des Königs entstandene Komposition spielen und Friedrich dabei aus dem Takt kommt. Der König reagiert verärgert und beschuldigt Quantz, mit Bach unter einer Decke zu stecken. Bach lässt das Thema des Königs jedoch keine Ruhe, und so komponiert er einen auf diesem Thema basierenden sechsstimmigen Kanon, das Musikalische Opfer.
Amalie wehrt sich gegen die Zurechtweisungen ihres Bruders Friedrich, als dieser erfährt, dass sie mit Wilhelm Friedemann eine Affäre eingegangen ist. Amalie will das Verhältnis fortsetzen, doch Wilhelm Friedemann weigert sich, sie nach Halle mitzunehmen, weil er ihr dort kein für eine Prinzessin angemessenes Leben bieten kann.
Friedrich, der kurz vor dem Umzug auf sein Schloss „Sanssouci“ in Potsdam ist, bittet Bach, sein Hofkomponist zu werden. Bach lehnt ab. Trotzdem kommt es zwischen beiden zu einem persönlicheren Gespräch, in dem Friedrich dem Musiker von den Demütigungen seines Vaters in seiner Kindheit erzählt, während Bach sich vorwirft, bei der Erziehung seiner zerstrittenen Söhne versagt zu haben.
Als auf Wunsch Friedrichs II. Voltaire nach Sanssouci reisen will, besteigt an der Zollstation an seiner Stelle Bach die Kutsche.

## Trivia
Als sich Bach und Friedrich im Potsdamer Stadtschloss unterhalten, während Möbel und auch Gemälde für den Umzug nach Sanssouci vor ihnen hinausgetragen werden, wird in einem Over-The-Shoulder-Shot auch Adolph von Menzels „Flötenkonzert Friedrichs des Großen in Sanssouci“ im Hintergrund vorbeigetragen, das allerdings erst gut einhundert Jahre später entstand.

## Auszeichnungen
2004 gewann der Film beim Schweizer Filmpreis in den Kategorien „Bester Spielfilm“ und „Beste Nebenrolle“ (Gilles Tschudi); eine Nominierung gab es, ebenfalls in der Kategorie „Beste Nebenrolle“, für Anatole Taubman.

## Kritiken
„Der opulent ausgestattete Kostümfilm vernachlässigt historische Korrektheit zugunsten seiner exaltierten Charaktere, wobei dem jungen König durchaus paranoide Züge zukommen. Letztlich bleiben Charakterumrisse und Verhaltensbeschreibungen eher fragmentarisch, die Innenansichten der Figuren werden nur angedeutet.“